# スティーブ・リトル (アメリカンフットボール)
スティーブ・リトル（1956年2月19日-1999年9月6日）は、イリノイ州スプリングフィールド出身のアメリカンフットボール選手。NFLのセントルイス・カージナルスでプレーした。ポジションはプレースキッカー、パンター。
1977年のテキサス大学戦でカレッジフットボール記録となる67ヤードのFGを成功している。
NFLドラフト史上3番目に早く指名されたキッカーである。彼より早く指名されたのは、1966年にワシントン・レッドスキンズが指名したプリンストン大学のチャーリー・ゴゴラック、1979年にニューオーリンズ・セインツが指名したラッセル・アークスレーベンだけである。

## 経歴
カンザス州オーバーランドパークの高校ではクォーターバック、ディフェンシブバックを務めた。アーカンソー大学のフランク・ブロイルズヘッドコーチからリクルーティングされた彼は、当初ジョー・ファーガソンの後釜として期待されたが、キック能力に着目され、キッカーとなり、QBには高校時代のチームメート、ロン・カルカーニが起用された。
1975年シーズン、チームはカルカーニ、RBベン・コーウィンズ、リトルらの活躍でコットンボウルでジョージア大学を破った。またルー・ホルツヘッドコーチに率いられた1977年シーズン、チームはオレンジボウルでオクラホマ大学を破った。この試合でローランド・セイルズはオレンジボウル記録となる205ヤードを走るとともに（後に1998年にアーマン・グリーンが206ヤードを走ってこの記録を更新する）、ダン・ハンプトンらディフェンスがオクラホマ大学のラン攻撃を抑えた。この2試合でリトルはボウルゲームにおける大学タイ記録となる4回のPATを成功している。
1976年、1977年にオールアメリカンに選ばれた。
大学4年間でリトルはFG89回中53回成功、50ヤード以上のFGを13回中7回成功、PAT131回中121回成功、280得点をあげた。
カレッジフットボールでの活躍により、1978年のNFLドラフトで彼はセントルイス・カージナルスに1巡全体15位で指名された。
1年目の1978年にはパントで平均38ヤード、2年目の1979年にはFG19回中10回成功、パントで平均38.2ヤードの成績を残した。
3シーズン通算でのFG成功率は、48.1%と期待はずれに終わった。
1970年代終わりから1980年代初めにかけての他のアスリート同様、フィールド外でアルコール中毒やコカインなどによりトラブルを起こした彼は、1980年、開幕から6試合に出場した後、ニール・オドノヒューにポジションを奪われ10月16日に解雇された。解雇されたその夜自動車事故で頸髄損傷の重傷を負った彼は、1999年アーカンソー州リトルロックのホスピスで43歳で息を引き取った。
彼はアーカンソー大学の20世紀オールチーム、大学の偉大なフットボール選手の11位に選ばれている。